# 420-talet f.Kr.

## Händelser
- Det peloponnesiska kriget kommer igång på fullt allvar, då atenarna år 429 f.Kr. å ena sidan blir besegrade av en allierad styrka i slaget vid Chalkis, men å andra sidan segrar två gånger till havs över den spartanska sidan, dels vid Naupaktos, dels vid Korinthiska golfens mynning. Makedoniens kung Perdikkas II blandar sig också i kriget på Atens sida, men då det inte går så bra för honom, eftersom stödet från Aten uteblir, tvingas han ta till taktisk diplomati för att rädda Makedonien. Året därpå krossar Aten ett uppror av staden Mytilene innan spartanerna hinner undsätta den. Spartanerna beger sig istället till Korkyra, för att slå ner ett uppror där. Man besegrar en korkyrisk flotta, men drar sig tillbaka, när man får nyheter om att atenarna närmar sig. År 427 f.Kr. intar atenarna Mytilene, medan spartanerna erövrar Plataiai. Även så långt bort som på Sicilien får kriget återverkningar, då där finns grekiska kolonier, som tar parti för den ena eller andra sidan. Atenarna skickar dit en expedition, som misslyckas, vilket leder till att dess ledare, Laches, så småningom ställs inför rätta. År 426 f.Kr. invaderas Ambrakien av Akarnanien och Aten och Sparta ställer sig på varsin sida i denna konflikt. Då det hela istället utvecklar sig till en strid mellan Aten och Sparta sluter Ambrakien och Akarnanien fred. Året därpå utspelar sig striderna på ön Sfakterien, där atenarna besegrar spartanerna i två fältslag. År 424 f.Kr. dras Sicilien ur konflikten, då hela ön sluter fred och förvisar alla utländska makter. Istället går kriget vidare i själva Grekland, varvid Makedonien återigen blandar sig konflikten. Året därpå lyckas man dock sluta krigets första vapenstillestånd, även om det inte håller särskilt länge, eftersom den atenske generalen Kleon år 422 f.Kr. beger sig mot Amfipolis. Härvid blir atenarna besegrade av spartanerna i slaget vid Amfipolis, där både Kleon och den spartanske generalen Brasidas stupar. Dessa har varit de båda huvudgeneralerna för respektive sida, så istället tar Alkibiades över ledningen för Atens krigiska parti. Året därpå lyckas en annan atensk politiker, Nikias, sluta en fred med Sparta, vilket tillfälligt gör slut på kriget. Att den inte blir bestående beror på, att alla inblandade parter inte skriver under den.
- Statsmannen Perikles, som har dominerat Atens politiska liv i flera årtionden, dör i pesten år 429 f.Kr. och då kan oppositionsledaren Kleon ta över makten i staden.
- År 427 f.Kr. öppnas det romerska quaestorsämbetet för plebejer.
- År 424 f.Kr. blir den persiske kungen Xerxes II mördad efter bara 45 dagar på tronen. Året därpå tar satrapen Ochos över och antar regentnamnet Dareios II.
- Från år 420 f.Kr. börjar Alkibiades ta över mer och mer av Atens politik och lyckas få till stånd en allians mot Sparta.

## Födda
- 427 f.Kr. – Platon, grekisk filosof.

## Avlidna
- 429 f.Kr. – Perikles, atensk statsman.
- 428 f.Kr. – Anaxagoras, grekisk filosof.
- 425 f.Kr.
  - Artaxerxes I, kung av Persiska riket.
  - Herodotos, grekisk historiker.
- 422 f.Kr.
  - Brasidas, spartansk general.
  - Kleon, atensk politiker.